# Tamia Baudouin
Pour les articles homonymes, voir Baudouin.
Tamia Baudouin est une dessinatrice de bande dessinée et illustratrice française née en 1989 à Annecy.

## Biographie
Née en 1989 à Annecy, Tamia Baudouin intègre l'école Émile-Cohl où elle passe deux ans avant de s'inscrire à l'Institut Saint-Luc de Bruxelles pendant trois ans. Parmi ses influences, elle cite Nicolas de Crécy, Gaston Lagaffe d'André Franquin et elle s'inspire des « mondes imaginaires et la haute couture ». Se considérant comme féministe, elle s'intéresse aux héroïnes de bande dessinée. Elle a effectué plusieurs séjours au Japon.
Sur un scénario de Nathalie Ferlut, elle dessine son premier album : Artemisia, paru en 2017 (Delcourt) et qui raconte la vie de l'artiste italienne Artemisia Gentileschi (1593 – 1656). Ce premier album est remarqué par les chroniqueurs bédéphiles comme BD Gest', BoDoï et d'autres sites,,,.
En 2018, elle entre en résidence artistique à la maison des auteurs d'Angoulême et y dessine Dans la Forêt des Lilas, de nouveau avec Nathalie Ferlut au scénario,. L'album est publié en 2019. La même année paraît une adaptation des contes de Charles Perrault, scénarisés par Béatrice Bottet.
En 2020, elle entre en résidence artistique, cette fois à Segré, pour y préparer un « conte fantastique ».
En parallèle de ses activités dans la bande dessinée, elle est illustratrice pour la presse.

## Œuvres
• "Les mémoires de la Shoah" d'après Annick Cojean, prix Albert Londres, scénario de Théa Rojzman, Dupuis, coll. Aire Libre 2025  (ISBN 978-2-8085-0488-1)
- Artemisia, scénario de Nathalie Ferlut, Delcourt, coll. « Mirages », 2017  (ISBN 978-2-7560-7435-1)
- Les contes de Perrault, scénario de Béatrice Bottet, Casterman, coll. « Tout en BD », 2019  (ISBN 978-2-203-16880-0)
- Dans la forêt des lilas, scénario de Nathalie Ferlut, Delcourt, 2019  (ISBN 978-2-7560-9996-5)